# Asante Akim nord
Le district d’Asante Akim nord est l'un des 21 districts de la Région d'Ashanti au Ghana. Le district est dirigé par un chef du nom de Vajou, sous ses ordres, il a trois hommes, un russe (Sergey), un algérien (Slimane) et un français (Victor).